# Saturnia kollari
Saturnia kollari är en fjärilsart som beskrevs av Gschwandner. 1919. Saturnia kollari ingår i släktet Saturnia och familjen påfågelsspinnare. Inga underarter finns listade.